# Lijst van voetbalinterlands Mozambique - Namibië
Deze lijst van voetbalinterlands is een overzicht van alle officiële voetbalwedstrijden tussen de nationale teams van Mozambique en Namibië. De landen hebben tot op heden twintig keer tegen elkaar gespeeld. De eerste ontmoeting, een kwalificatiewedstrijd voor de Afrika Cup 1996, vond plaats op 22 januari 1995 in Maputo. Het laatste duel, een halve finale van de COSAFA Cup 2024, werd gespeeld in Port Elizabeth (Zuid-Afrika) op 5 juli 2024.

## Wedstrijden
| №  | Plaats         | Datum             | Competitie                                        | Wedstrijd            | Uitslag |
| -- | -------------- | ----------------- | ------------------------------------------------- | -------------------- | ------- |
| 1  | Maputo         | 22 januari 1995   | Afrika Cup 1996 kwalificatie                      | Mozambique − Namibië | 4 − 2   |
| 2  | Windhoek       | 30 juli 1995      | Afrika Cup 1996 kwalificatie                      | Namibië − Mozambique | 0 − 0   |
| 3  | Windhoek       | 1 juni 1996       | WK 1998 kwalificatie                              | Namibië − Mozambique | 2 − 0   |
| 4  | Maputo         | 16 juni 1996      | WK 1998 kwalificatie                              | Mozambique − Namibië | 1 − 1   |
| 5  | Maputo         | 20 juli 1997      | COSAFA Cup 1997                                   | Mozambique − Namibië | 1 − 1   |
| 6  | Windhoek       | 12 september 1998 | COSAFA Cup 1998                                   | Namibië − Mozambique | 2 − 1   |
| 7  | Windhoek       | 22 februari 2012  | Vriendschappelijk                                 | Namibië − Mozambique | 3 − 0   |
| 8  | Würzburg       | 26 mei 2012       | Vriendschappelijk                                 | Mozambique − Namibië | 0 − 0   |
| 9  | Kitwe          | 16 juli 2013      | COSAFA Cup 2013                                   | Namibië − Mozambique | 0 − 1   |
| 10 | Maputo         | 28 juli 2013      | African Championship of Nations 2014 kwalificatie | Mozambique − Namibië | 3 − 0   |
| 11 | Windhoek       | 3 augustus 2013   | African Championship of Nations 2014 kwalificatie | Namibië − Mozambique | 3 − 0   |
| 12 | Windhoek       | 19 november 2013  | Vriendschappelijk                                 | Namibië − Mozambique | 0 − 0   |
| 13 | Saulspoort     | 30 mei 2015       | COSAFA Cup 2015                                   | Namibië − Mozambique | 2 − 0   |
| 14 | Windhoek       | 21 juni 2016      | COSAFA Cup 2016                                   | Namibië − Mozambique | 3 − 0   |
| 15 | Maputo         | 13 oktober 2018   | Afrika Cup 2019 kwalificatie                      | Mozambique − Namibië | 1 − 2   |
| 16 | Windhoek       | 16 oktober 2018   | Afrika Cup 2019 kwalificatie                      | Namibië − Mozambique | 1 − 0   |
| 17 | Durban         | 26 mei 2019       | COSAFA Cup 2019                                   | Mozambique − Namibië | 1 − 2   |
| 18 | Port Elizabeth | 14 juli 2021      | COSAFA Cup 2021                                   | Mozambique − Namibië | 1 − 0   |
| 19 | Durban         | 15 juli 2022      | COSAFA Cup 2022                                   | Namibië − Mozambique | 1 − 0   |
| 20 | Port Elizabeth | 5 juli 2024       | COSAFA Cup 2024                                   | Mozambique − Namibië | 0 − 0   |

## Samenvatting
| Competitie                                   | Totaal gespeeld | Winst Mozambique | Gelijk | Winst Namibië | Doelsaldo Mozambique – Namibië |
| -------------------------------------------- | --------------- | ---------------- | ------ | ------------- | ------------------------------ |
| WK-kwalificatie                              | 2               | 0                | 1      | 1             | 1 − 3                          |
| Afrika Cup-kwalificatie                      | 4               | 1                | 1      | 2             | 5 − 5                          |
| African Championship of Nations-kwalificatie | 2               | 1                | 0      | 1             | 3 − 3                          |
| COSAFA Cup                                   | 9               | 2                | 2      | 5             | 5 − 11                         |
| Vriendschappelijk                            | 3               | 0                | 2      | 1             | 0 − 3                          |
| Totaal                                       | 20              | 4                | 6      | 10            | 14 − 25                        |

FMF · 
A-internationals · 
Mozambikaans vrouwenelftal
1970 – 1979 · 
1980 – 1989 · 
1990 – 1999 · 
2000 – 2009 · 
2010 – 2019 ·
2020 − 2029
Afrika Cup 1986 · 
Afrika Cup 1996 · 
Afrika Cup 1998 · 
Afrika Cup 2010
Algerije ·
Angola ·
Benin ·
Botswana ·
Burkina Faso ·
Centraal-Afrikaanse Republiek ·
Comoren ·
Congo-Brazzaville ·
Congo-Kinshasa ·
Egypte ·
Eritrea ·
Ethiopië ·
Gabon ·
Ghana ·
Guinee ·
Guinee-Bissau ·
Ivoorkust ·
Kaapverdië ·
Kameroen ·
Kenia ·
Lesotho ·
Libië ·
Madagaskar ·
Malawi ·
Mali ·
Marokko ·
Mauritanië ·
Mauritius ·
Namibië ·
Niger ·
Nigeria ·
Oeganda ·
Oman ·
Portugal ·
Rwanda ·
Senegal ·
Seychellen ·
Soedan ·
Somalië ·
Swaziland ·
Tanzania ·
Togo ·
Tunesië ·
Vietnam ·
Zambia ·
Zimbabwe ·
Zuid-Afrika ·
Zuid-Soedan
NFA · 
Namibisch vrouwenelftal
1990 – 1999 ·
2000 – 2009 ·
2010 – 2019 ·
2020 − 2029
1990 · 
1991 · 
1992 · 
1993 · 
1994 · 
1995 · 
1996 · 
1997 · 
1998 · 
1999 · 
2000 · 
2001 · 
2002 · 
2003 · 
2004 · 
2005 · 
2006 · 
2007 · 
2008 · 
2009 · 
2010 · 
2011 · 
2012 · 
2013 · 
2014 ·
2015 ·
2016 ·
2017 ·
2018 ·
2019 ·
2020 ·
2021 ·
2022 ·
2023
Algerije ·
Angola ·
Benin ·
Botswana ·
Burkina Faso ·
Burundi ·
Comoren ·
Congo-Brazzaville ·
Congo-Kinshasa ·
Djibouti ·
Egypte ·
Equatoriaal-Guinea ·
Eritrea ·
Ethiopië ·
Gabon ·
Gambia ·
Ghana ·
Guinee ·
Guinee-Bissau ·
India ·
Ivoorkust ·
Kameroen ·
Kenia ·
Lesotho ·
Libanon ·
Liberia ·
Libië ·
Madagaskar ·
Malawi ·
Mali ·
Marokko ·
Mauritius ·
Mozambique ·
Niger ·
Nigeria ·
Oeganda ·
Rwanda ·
Saoedi-Arabië ·
Sao Tomé en Principe ·
Senegal ·
Seychellen ·
Swaziland ·
Tanzania ·
Togo ·
Tsjaad ·
Tunesië ·
Zambia ·
Zimbabwe ·
Zuid-Afrika